# Пітсбурзька греко-католицька митрополія

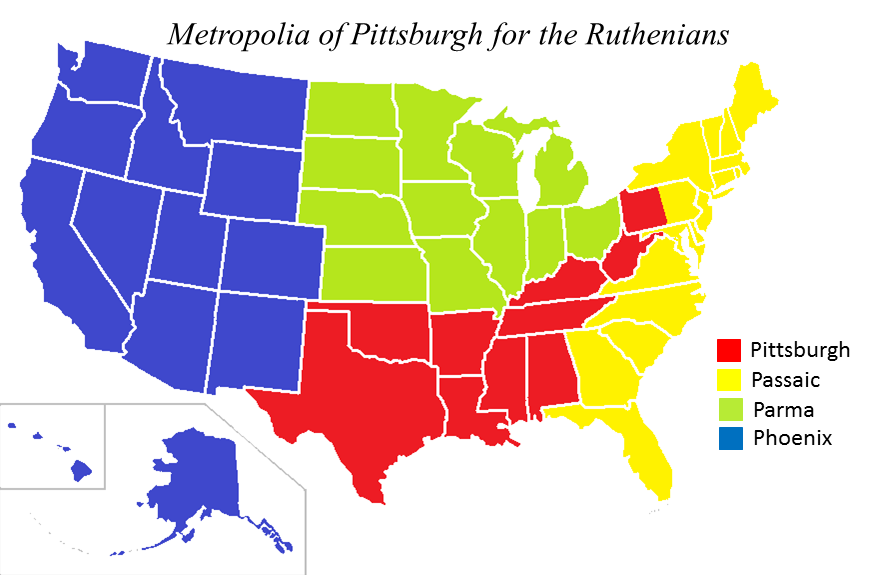
Єпархії Пітсбурзької греко-католицької митрополії

Пітсбурзька гре́ко-католи́цька митрополія (англ. Metropolis of Pittsburgh, також англ. Byzantine Catholic Church in America) — митрополія, що діє на території США, вірними якої є переважно емігранти-русини закарпатці. Підпорядковується напряму Святому Престолу католицької церкви

## Історія
Наприкінці XIX століття русини закарпатці, що емігрували у Пенсильванію (США) засновували там греко-католицькі парафії, а в 1913 виокремились в окремий екзархат.

## Сучасність
На чолі митрополії стоїть митрополит Пітсбурзький Вільям Чарлз Шкурла. До неї також входять три єпархії — Пассейка (вакантна), Парми (апостольський адміністратор — Мілан Лах) і єпархія Покрови Пресвятої Богородиці в Фініксі (правлячий єпископ — Джералд Ніколс Діно). Остання єпархія раніше мала назву єпархії Вен-Найза, однак після руйнівного землетрусу 1994 року осідок цієї єпархії було перенесено з однойменного передмістя Лос-Анджелеса (Каліфорнія) у м. Фінікс (Аризона).